# WONDERFUL WORLD (ゆずのアルバム)
『WONDERFUL WORLD』（ワンダフル・ワールド）は、ゆず通算8作目のオリジナルアルバム。2008年4月16日発売。発売元はセーニャ・アンド・カンパニー。

## 解説
- 前作『リボン』（2006年1月18日）から約2年3か月振りのオリジナル・アルバムで、CDのみの通常盤と、DVDがついた限定生産盤の2形態で発売。既発売のシングルからは「春風」「明日天気になぁれ」「ストーリー」を収録。なお、前作との間にはシングルA・B面以外の曲を集めたベスト『ゆずのね 1997-2007』と、小田和正や葉加瀬太郎、松任谷由実らとコラボレーションをしたシングルをリリース、体育館ツアー「ゆず体育館ツアー 2006 リボン」「ゆず10周年感謝祭 ゆずのね」を開催するなど（それぞれのライヴDVDも発売済）の活動が行われていた。また、あまり機会のなかったテレビ出演も幾つか果たしており、『笑っていいとも!』（フジテレビ系）『ミュージックステーション』（テレビ朝日系）などの番組に初出演している。
- インタビューでは、「30代の『ゆずの素』（メジャーデビュー前に発表された、実質的なデビュー作）を作ろう、と話し合った。」とコメントしている[1]。
- これまで殆どの曲のアレンジはゆずとプロデューサー・寺岡呼人によるものであったが、当アルバムは外注のアレンジャーも参加している（下記参照）。
- 同年4月19日からは、当アルバムに連動したアリーナ・ツアー「YUZU ARENA TOUR WONDERFUL WORLD」が、朱鷺メッセ・新潟コンベンションセンターを皮切りにスタート。なお、コンサートの舞台スタッフがCDジャケット撮影現場に顔を出して（ステージの）イメージを膨らますなど、「レコーディング・CDジャケット撮影・コンサートは一貫した "ワンダフルワールド" の世界観に溢れたものになっている」とメンバーの岩沢が語っている[1]。また、このツアーからそれまでツアータイトルに使われていた「体育館ツアー」が消え、アルファベットの「ARENA TOUR」となった（パンフレットより）。
- アルバム名は、発売当時TOKYO FMで放送されていた同名のラジオ番組から流用[2]。ジャケットはフラワーアーティスト・東信の作品。
- オリジナルアルバムでは、「ユズモア」以来4作ぶりに週間1位を逃した。

## 収録曲

### CD
| #         | タイトル                                             | 作詞      | 作曲      | 編曲                                             | 時間  |
| --------- | ---------------------------------------------------- | --------- | --------- | ------------------------------------------------ | ----- |
| 1.        | 「WONDERFUL WORLD」(プロデュース：蔦谷好位置 & ゆず) | -         | 北川悠仁  |                                                  | 1:03  |
| 2.        | 「ストーリー」(プロデュース：寺岡呼人 & ゆず)        | 北川悠仁  | 北川悠仁  |                                                  | 4:44  |
| 3.        | 「モンテ」(プロデュース：ゆず)                       | 北川悠仁  | 北川悠仁  |                                                  | 2:34  |
| 4.        | 「おでかけサンバ」(プロデュース：寺岡呼人 & ゆず)    | 北川悠仁  | 北川悠仁  |                                                  | 3:32  |
| 5.        | 「うまく言えない」(プロデュース：寺岡呼人 & ゆず)    | 北川悠仁  | 北川悠仁  | 亀田誠治                                         | 4:40  |
| 6.        | 「黄昏散歩」(プロデュース：ゆず)                     | 岩沢厚治  | 岩沢厚治  |                                                  | 2:41  |
| 7.        | 「凸凹」(プロデュース：蔦谷好位置 & ゆず)            | 北川悠仁  | 北川悠仁  |                                                  | 4:03  |
| 8.        | 「人間狂詩曲」(プロデュース：寺岡呼人 & ゆず)        | 岩沢厚治  | 岩沢厚治  | ブラスアレンジ：山本拓夫                         | 4:34  |
| 9.        | 「春風」(プロデュース：寺岡呼人 & ゆず)              | 岩沢厚治  | 岩沢厚治  | ゆず & 寺岡呼人 / ストリングスアレンジ：柏木広樹 | 4:45  |
| 10.       | 「明日天気になぁれ」(プロデュース：寺岡呼人 & ゆず)  | 北川悠仁  | 北川悠仁  |                                                  | 3:53  |
| 11.       | 「行こっか」(プロデュース：ゆず)                     | 岩沢厚治  | 岩沢厚治  |                                                  | 3:02  |
| 12.       | 「眼差し」(プロデュース：寺岡呼人 & ゆず)            | 北川悠仁  | 北川悠仁  | 亀田誠治                                         | 3:38  |
| 13.       | 「君宛のメロディー」(プロデュース：寺岡呼人 & ゆず)  | 岩沢厚治  | 岩沢厚治  |                                                  | 5:01  |
| 14.       | 「つぶやき」(プロデュース：寺岡呼人 & ゆず)          | 岩沢厚治  | 岩沢厚治  | ストリングスアレンジ：柏木広樹                   | 4:44  |
| 15.       | 「ワンダフルワールド」(プロデュース：久石譲 & ゆず)  | 北川悠仁  | 北川悠仁  | オーケストレーション：久石譲                     | 7:00  |
| 合計時間: | 合計時間:                                            | 合計時間: | 合計時間: | 合計時間:                                        | 59:54 |

### DVD（初回限定版のみ）
| #  | タイトル                                           | 作詞 | 作曲・編曲 |
| -- | -------------------------------------------------- | ---- | ---------- |
| 1. | 「ワンダフルワールド」(Music Video)                |      |            |
| 2. | 「WONDERFUL DAYS recording of ワンダフルワールド」 |      |            |

### 楽曲解説
1. WONDERFUL WORLD
インストゥルメンタル曲。インストゥルメンタル曲で始まるのは「ゆずえん」以来となる（ミニアルバムを除く）。またこの作品から「2-NI-」まで3作連続でオリジナルアルバムはインストゥルメンタル曲で始まる事となる。
2. ストーリー
24thシングル。1曲目からほぼ曲間なしで始まる。
本人たち（綾瀬はるかと共演）も出演したトヨタ自動車 「ラクティス」 コマーシャルソング。
3. モンテ
ゆずの地元岡村町に実際にある美容室の名前からとっている｡
4. おでかけサンバ
5. うまく言えない
アレンジャーは亀田誠治。
後にオールタイム・ベスト『YUZU 20th Anniversary ALL TIME BEST ALBUM ゆずイロハ 1997-2017』にも収録された。
ミュージック・ビデオには三浦春馬、平田薫が出演。ゆずの2人も少しだけ登場する。以前からゆずのファンだった三浦は、その後も共演したりライブに足を運ぶなどMVへの出演を機にゆずとの親交を深めた。2020年7月に三浦が30歳の若さで死去した際にはゆずの公式YouTubeチャンネルにてこのMVのフルサイズを、収益化しない形で公開した[3]。また北川は自身のInstagramで、メッセージを添えてこの曲を弾き語りで歌う動画を公開し、三浦を追悼した[4]。
6. 黄昏散歩
7. 凸凹
10周年のころにはあった曲。
ライブでは会場全体でダンスを踊る。その様子は、LIVE FILMS WONDERFUL WORLDで確認出来る。
8. 人間狂詩曲
「にんげんラプソディー」と読む。
9. 春風
23rdシングル。葉加瀬太郎とコラボレーション。
DVD『ゆずLIVE FILMS 「ゆずのね」』（2008年2月8日発売）では、ライヴで共演したシーンが映像化されている。
10. 明日天気になぁれ
シングルとして発売された「Original Soundtrack Single 映画「しゃべれども しゃべれども」」1曲目。
11. 行こっか
12. 眼差し
13. 君宛のメロディー
14. つぶやき
もともと「トビラ」の頃にはあった曲。
15. ワンダフルワールド
楽曲収益の一部がUNHCRを通じて寄付される。
寄付金は「みどりを増やす」プロジェクト推進に使用される。

## 演奏
- 北川悠仁
  - Vocal, Acoustic Guitar, Tambourine
  - Andes 25F, Talk (#3)
  - Pianica (#6)
  - Percussion (#4)
- 岩沢厚治
  - Vocal, Acoustic Guitar, Harp
  - Percussion (#4)
  - Jacaranda (#6)
- 寺岡呼人
  - Computer Programming
- 蔦谷好位置
  - Programming (#1.7)
  - Mixing (#1)
  - All Other Instruments (#7)
- 小田原豊：Drums (#2.8.13)
- 美久月千晴：Bass (#2.14)
- 中西康晴：Piano (#2.14)
- 小倉博和：Electric Guitar (#2.8.13)
- 伊藤隆博：Keyboards (#4)
- SENHA sisters：Chorus (#4)
- 河村“カースケ”智康：Drums, Tambourine (#5.12)
- 亀田誠治：Bass (#5.12)
- 皆川真人
  - Piano (#5)
  - Keyboards (#12)
- 西川進：Electric Guitar (#5.12)
- 金原千恵子ストリングス：Strings (#5)
- 松原“マツキチ”寛：Drums (#7)
- 石川具幸 (WIDE AND ZOOM)：Bass (#7)
- 山口周平：Electric Guitar (#7)
- 松原秀樹：Bass (#8.13)
- 上杉洋史
  - Computer Programming
  - Keyboards (#8.13)
- 山本拓夫：Saxophone, Brass Arrangement (#8)
- 西村浩二、奥村晶：Trumpet (#8)
- 村田陽一：Trombone (#8)
- 葉加瀬太郎：Solo Violin, Strings Produce (#9.14)
- 島村英二：Drums (#9.10)
- 高水健司：Bass (#9.10)
- 柏木広樹：Strings, Violin Arrangement (#9.14)
- 柏木広樹ストリングス：Strings
- NAOTOストリングス：Strings (#9)
- 佐藤健治、浜崎快声：Acoustic Guitar (#10)
- 駒沢裕城：Steel Guitar (#10)
- 高桑英世：Whistle (#10)
- たまたまいたオールスターズ：Chorus, Clap (#12)
- 川越健二：Drums (#14)
- 久石譲：Orchestration, Conductor (#15)
- 東京シティフィルハーモニー：Orchestra (#15)
- 梯郁夫：Percussion (#15)
- 東京FM少年合唱団、すずかけ児童合唱団、WONDERFUL CHORUS：Chorus (#15)

## テレビ出演
- Music Lovers（日本テレビ、2008年5月4日）

## 関連人物
- 亀田誠治
- 久石譲
- 東京シティ・フィルハーモニック管弦楽団